# هنوزم عاشقش هستم
« هنوزم عاشقش هستم» (به فرانسوی: Et je t'aime encore) تک‌آهنگی فرانسوی از هنرمند اهل کانادا سلین دیون است که در ۲۳ فوریه ۲۰۰۴ منتشر شد.